# 福井鉄道福武線
福武線（ふくぶせん）は、福井県越前市のたけふ新駅から同県福井市の田原町駅まで、ならびに福井市の福井城址大名町駅から分岐して同市の福井駅停留場までを結ぶ福井鉄道の鉄道路線および軌道路線である。「フェニックス田原町ライン」の愛称でえちぜん鉄道三国芦原線と相互直通運転を行っている。

## 概要
福井・越前両市間を結ぶ路線で、近距離の都市間輸送・市街地併用軌道・短い駅間距離・通勤時間帯の高頻度運転を特徴としており、いわゆるインターアーバンの性格を持つ。全区間で東側を走るハピラインふくい線（旧：西日本旅客鉄道（JR西日本）北陸本線）と1.5 km以内の間隔で並行している。
福井市街地においては、赤十字前駅付近にある鉄軌分界点から中心部を南北に縦貫しているフェニックス通り上を通る田原町駅までの2.8 kmと、途中の福井城址大名町駅から東へ分岐して福井駅停留場までの0.6 kmが軌道法による軌道で、うち新木田交差点以南と田原町駅部の両端僅かの区間を除き道路上を走る併用軌道となっている。福井城址大名町 - 福井駅間の支線は通称駅前線、もしくは本線から髭（ひげ）のように分岐している線形からヒゲ線と呼ばれている。この併用軌道区間内相互間は均一運賃制が採られており、大人片道運賃は2012年10月に180円より160円へ1割超の引き下げを行い、そこから二度目の消費税増税があった2019年10月においても変わっておらず、同月に途中別経路で福井駅と田原町駅を結ぶえちぜん鉄道の運賃値上げがあり、この区間は双方同額となった（2024年3月に双方とも180円へ引き上げ）。
併用軌道区間にも鉄道線の大型車両が直通する光景は、福井市の特徴にもなっていた。軌道区間の停留場は低床ホームであるため、鉄道線車両はドアが開くとともに階段状のステップを下げて乗降を行う。また、雪害対策のため単線区間の分岐の多くにスノーシェルターが設置されている。
2005年 - 2006年度にかけて、廃止となった名古屋鉄道（名鉄）美濃町線などで使われていた路面電車タイプの低床車両が搬入され、同時に2006年2月から3月にかけて鉄道線全駅でホームを路面電車用にかさ下げした。2006年4月1日からは鉄道線を含む全線で低床車両が走るようになり、既存車両の取り替えが行われたが、いくつかの鉄道線車両はラッシュ対策のために残され、鉄道線車両はすべての駅でステップを下げて乗降するようになった。乗車整理券発行機が低床車両に導入され、花堂駅以南の無人駅に設置されていた乗車駅証明書発行機は徐々に撤去された。地域公共交通活性化法に基づく「鉄道事業再構築実施計画」が認定された2009年以降に開業した新駅は開業時から乗車駅証明書発行機が設置されていない。

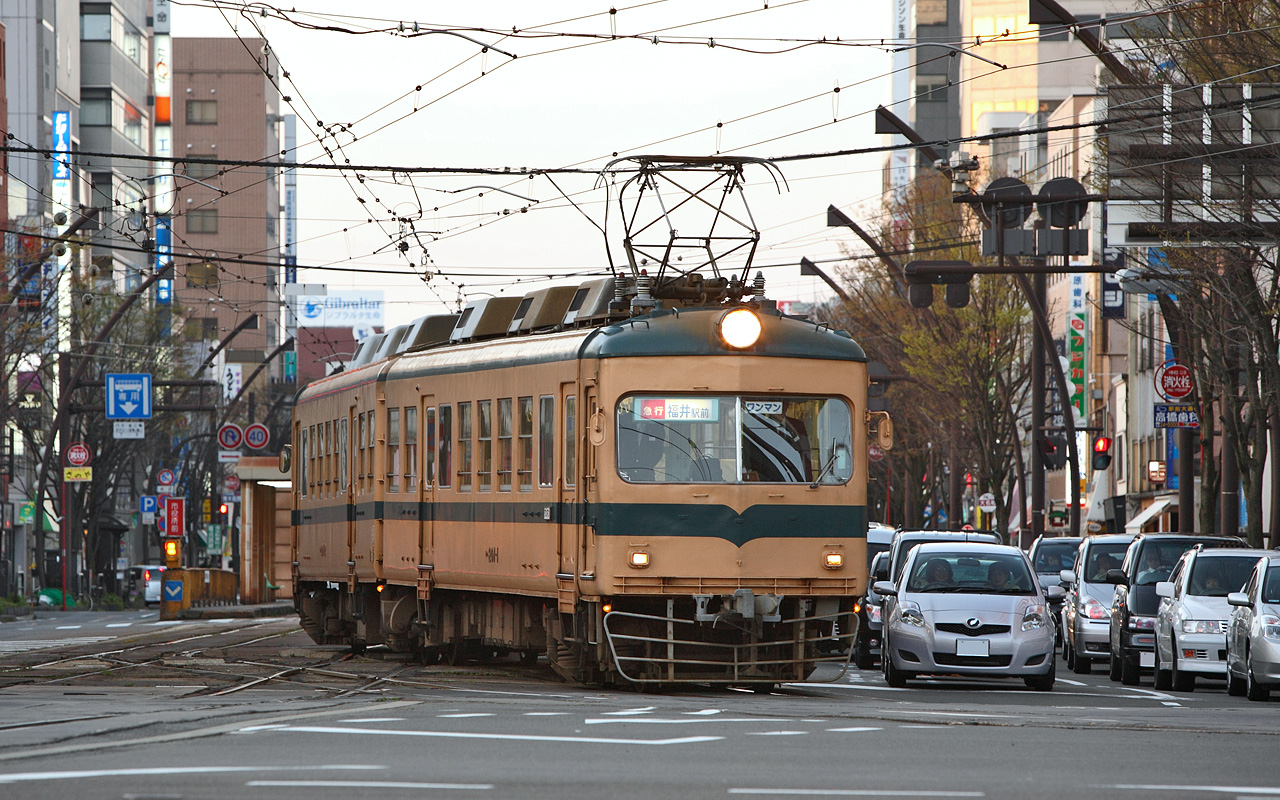
併用軌道を走行する鉄道車両
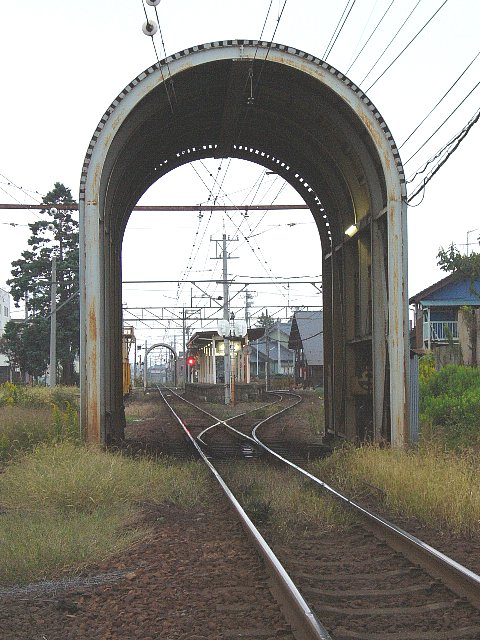
浅水駅分岐器を覆うスノーシェルター

### 路線データ
- 路線距離（営業キロ）：たけふ新 - 田原町間20.9 km[1]、福井城址大名町 - 福井駅間0.6 km
- 軌間：1067 mm[1]
- 駅数：25駅（起終点駅含む）
- 複線区間：花堂 - 田原町間[1]
- 単線区間：たけふ新 - 花堂間、福井城址大名町 - 福井駅間
- 電化区間：全線（直流600 V）[1]
- 閉塞方式：自動閉塞式（たけふ新 - 鉄軌分界点間）[1]、特殊自動閉塞式（軌道線単線部分0.4 km）[12]
- 運転最高速度：65 km/h（鉄道線）[2][1]、40 km/h（軌道線）

## 歴史
福武電気鉄道が今立郡神明村（現在の鯖江市三六町）にあった旧陸軍歩兵第36連隊の兵員輸送を名目に開業した。戦時下における交通企業統制で1945年に福井鉄道となる。1950年に本町通り駅 - 田原町駅間が開業。本町通り駅（2002年に幸橋架け替え工事に伴い廃止）側から福井駅前停留場へ曲がっていた路線は、市役所前駅（現在の福井城址大名町駅）で田原町方面から分岐する形に付け替えられた。また国鉄北陸本線の武生駅より連絡線を介して北陸本線と南越線との貨車の受渡しや南越線の甲種輸送が行われていた。1979年に貨物営業廃止するまでは、貨物営業駅を起点に大和紡績福井工場専用線をはじめ複数の専用線が乗り入れていた。

### 年表
- 1920年（大正9年）9月2日：福武電気鉄道に対し鉄道免許状下付（南条郡武生町-福井市間）[15]。
- 1921年（大正10年）8月12日：福武電気鉄道株式会社設立[16]。
- 1924年（大正13年）2月23日：武生新駅（現在のたけふ新駅） - 兵営駅（現在の神明駅）間が開業[14][17][18][19]。
- 1925年（大正14年）7月26日：兵営駅 - 福井市駅（現在の鉄軌分界点付近の位置）間が開業[14][17][18][20]。
- 1927年（昭和2年）
  - 6月5日：三十八社駅開業[21]。
  - 10月5日：水落駅開業[21]。鯖浦電気鉄道（後の鯖浦線）乗換駅。
  - 10月29日：軌道特許状下付（足羽郡木田村-福井市日ノ出下町間）[22]。
- 1929年（昭和4年）8月13日：上鯖江駅（現在のサンドーム西駅）開業[23]。
- 1933年（昭和8年）10月15日：福井市駅を福井新駅に改称して花堂方へ移設（現在の赤十字前駅）。（福井新駅 - ）鉄軌分界点（元の福井市駅跡） - 福井駅前停留場間が開業（軌道線）[18]。
- 1934年（昭和9年）5月1日：蒸気瓦斯倫動力併用認可[16]。
- 1935年（昭和10年）10月1日：鳥羽中駅開業[23]。兵営駅 - 鳥羽中駅間の西鳥羽駅廃止[21]。
- 1940年（昭和15年）9月27日：兵営駅を中央駅に改称[24]。
- 1941年（昭和16年）4月1日：急行列車の運転開始。
- 1945年（昭和20年）8月1日：福武電気鉄道が鯖浦電気鉄道と合併、福井鉄道が設立[1][18]。福武電気鉄道の路線名を福武線と制定[14]。
- 1946年（昭和21年）6月：中央駅を神明駅に改称[23][25]。
- 1950年（昭和25年）
  - 7月12日：花堂駅 - 福井新駅間が複線化[23][25]。
  - 11月27日：大名町駅を本町通り駅に改称。本町通り駅 - 田原町駅間が開業（複線）[23][25]。福井駅前停留場へは市役所前（現在の福井城址大名町）分岐に変更[25]。
- 1959年（昭和34年）
  - 7月20日：鯖浦線との連絡線（水落駅 - 水落信号場間）営業開始に伴い、水落駅を連絡線分岐位置（北側へ300 m）に移転[26]。同日より鯖浦線との直通運転を開始[14]。
  - 9月26日：伊勢湾台風により日野川橋梁の橋脚倒壊と橋桁流出が発生しバス代行輸送実施（終了日不明）[27]
- 1962年（昭和37年）4月1日：毛矢町駅を移転し公園口駅に改称、木田四ツ辻駅 - 公園口駅間の藤島神社前駅廃止[21]。
- 1964年（昭和39年）12月11日：裁判所前駅 - 田原町駅間の松本通駅廃止、裁判所前駅を田原町方に移転[21]。
- 1969年（昭和44年）9月1日：花堂駅 - 福井駅前停留場 - 田原町駅間の区間運転系統廃止[23]。
- 1977年（昭和52年）5月：大和紡績福井工場専用線廃止。
- 1979年（昭和54年）10月3日：武生新駅 - 西武生駅間を最後に貨物営業廃止[23][28][29]。
- 1980年（昭和55年）4月10日：CTC化完成[23]。
- 1984年（昭和59年）4月1日：ワンマン運転を導入[30]。
- 1987年（昭和62年）4月10日：下鯖江駅を西山公園駅に改称[23]。
- 1989年（平成元年）10月1日：花堂南駅開業[10][31]。
- 1993年（平成5年）4月15日：花堂南駅をベル前駅に改称[23][32]。
- 1997年（平成9年）9月20日：ハーモニーホール駅開業[23][33]。
- 1998年（平成10年）11月30日：昼間の急行列車を廃止[10]。
- 2000年（平成12年） - 西鯖江・神明・福井新の各駅の営業時間を縮小。これにより終日有人駅は武生新駅のみとなる。
- 2002年（平成14年）7月15日：公園口駅 - 市役所前駅間の本町通り駅廃止。
- 2003年（平成15年）12月1日：市役所前駅 - 福井駅前停留場間 一部単線化。
- 2004年（平成16年）10月1日：準急列車を廃止。
- 2006年（平成18年）
  - 2月：低床車両導入に伴う各駅（福井市内軌道区間の停留場除く）のホーム切り下げ工事実施（3月15日まで）[10]。田原町駅に変電所増設。
  - 4月1日：全線で低床車両運行開始[10][23]。最終を30分ほど繰り下げ。
- 2007年（平成19年）12月16日：昼間に福井駅前停留場 - 田原町駅間のシャトル便を新設[10]。
- 2009年（平成21年）4月11日：上鯖江駅に副称「サンドーム」を制定。
- 2010年（平成22年）3月25日：スポーツ公園駅開業[10][23][34]。武生新駅を越前武生駅に、西武生駅を北府駅に、上鯖江駅をサンドーム西駅に、福井新駅を赤十字前駅に、裁判所前駅を仁愛女子高校駅にそれぞれ改称[10][23][34]。福井駅前停留場 - 田原町駅間のシャトル便を廃止しすべての列車が通し運転となる[10]。またこの時、仁愛女子高校駅がリニューアルされる。
  - 以降、軌道区間の停留場のリニューアル工事が進み、2015年には公園口駅、2016年には木田四ツ辻駅、2017年には市役所前駅のリニューアル工事が完成。
- 2011年（平成23年）3月20日：泰澄の里駅、清明駅開業[10][35][36]。
- 2013年（平成25年）3月31日：超低床電車F1000形初投入。以降、2015年に1編成、2016年に2編成が追加投入され、4編成となっている（2021年時点）[37]。
- 2016年（平成28年）
  - 3月27日：駅前線を延長して福井駅前停留場を福井駅西口広場に移設し福井駅停留場に改称[4]。木田四ツ辻駅を商工会議所前駅に、公園口駅を足羽山公園口駅に改称。田原町駅でえちぜん鉄道三国芦原線との相互直通運転を開始[3][4]。福井鉄道の区間において9時台から16時台の間は急行として運転され、昼間の急行が復活[38]。
  - 7月22日：福井県公安委員会告示により、駅前線延伸部の福井市道上に最後まで残っていた自動車（緊急自動車除く）の軌道敷内通行可区間の指定が廃止となる。
- 2017年（平成29年）3月25日：全駅で駅ナンバリング実施[39][40]。
- 2018年（平成30年）3月24日：市役所前駅を福井城址大名町駅に改称[41][42]。これにより2002年の本町通り駅廃止以降現存する併用軌道上の5停留場がすべて改称となった。
- 2019年（令和元年）11月8日：福井銀行と福井新聞社が発行する電子マネー「JURACA」を利用したICカード決済の実証実験を11月20日まで福井城址大名町駅と清明駅で実施[43][44][45]。
- 2023年（令和5年）
  - 2月25日：越前武生駅をたけふ新駅に改称[46]。北陸新幹線の越前たけふ駅と同じ読みであり混乱を招かないようにとして、越前市と福井鉄道が協議の上で駅名称変更を決定した[47][48]。
  - 10月14日：区間急行を廃止。日中の急行の運行を取りやめ、季節運転の臨時急行の運行開始[49][50][51]。
- 2024年（令和6年）10月11日：全線でICOCAなどの全国相互利用交通系ICカードが利用可能になる[52]。

## 運行形態
全列車でワンマン運転が行われている。朝時間帯に福井駅を発着する列車は、福井駅始発・終着の列車と、田原町発福井駅経由たけふ新行き区間急行のみで、同時間帯は福井城址大名町駅を利用することになる（福井駅 - 福井城址大名町間は徒歩でおよそ7分）。
並行するハピラインふくい線の武生 - 福井間は、日中時間帯は普通列車が30分間隔で運転されている（北陸本線時代は特急列車が30分間隔だったが、普通乗車券のみで利用できる普通列車は1時間に1本の運転となっており、本数面で優位に立っていた）。

### 列車種別

#### 急行
朝と夕方時間帯に運行される優等列車。たけふ新 - 田原町間で運行される。原則として福井駅停留場は経由しないが、朝のみ田原町発福井駅経由たけふ新行き（休日と12月29日 - 1月3日は運休）の列車と、たけふ新 - 福井駅間の列車も運行されている。ただし、たけふ新 - 福井駅間の列車は商工会議所前駅・足羽山公園口駅を通過する。
2023年10月13日までは、日中時間帯に、えちぜん鉄道三国芦原線直通でたけふ新 - 鷲塚針原間の列車が毎時1本設定されていた。
夕方時間帯の列車は、先行する普通列車が福井駅停留場を経由している間に、福井城址大名町駅を田原町方面・たけふ新方面に向かって先に発車するため、後発の急行列車が田原町駅・たけふ新駅へ先着する。

#### 区間急行
福井駅 - 神明間は急行と同じ停車駅に停車し、神明 - たけふ新間は各駅に停車する。朝時間帯に、田原町発福井駅経由たけふ新行き・福井駅発たけふ新行きが各1本ずつ運行されている。
2016年3月27日 - 2019年9月30日と、2020年3月21日 - 2023年10月13日の間にも運行されており、それぞれ朝時間帯に福井駅発たけふ新（2023年2月24日までは越前武生）行きが1本運行されていた。

#### 臨時急行
2023年10月14日ダイヤ改定から設定された。日中の急行の運行取りやめによる代替として、季節を限定して運行される。日中時間帯にたけふ新 - 福井駅間で2往復運行される。途中、神明・福井城址大名町のみ停車する。

#### 普通
日中時間帯はたけふ新 - 福井駅 - 田原町間で毎時2本運行され、そのうち1本はえちぜん鉄道三国芦原線に直通し、鷲塚針原駅まで直通する。朝時間帯にはたけふ新 - 福大前西福井間と、たけふ新 - 福井駅間、神明発田原町行き（休日運休）の列車が運行される。2023年10月13日までは福井駅 - 田原町間の列車も存在した。
朝時間帯（福井駅始発・終着列車は除く）と、深夜のたけふ新発田原町行き1本は福井駅を経由しない。
福井駅停留場を経由する列車は、福井城址大名町駅で福井駅停留場へ向かう支線（通称：ヒゲ線）に入り、福井駅停留場を出ると再び福井城址大名町駅に戻る運行形態をとる。
- たけふ新→田原町（・鷲塚針原）の列車（下り）：たけふ新方面→福井城址大名町（スイッチバック）→福井駅→福井城址大名町→田原町
- （鷲塚針原・）田原町→たけふ新の列車（上り）：田原町→福井城址大名町→福井駅→福井城址大名町（スイッチバック）→たけふ新方面[5]

### 過去の列車種別

#### 準急
2004年10月1日のダイヤ改正で廃止された。

### 近年の変遷
1987年3月2日時点では、終電は武生新（後の越前武生、現・たけふ新）発が21時台、田原町発が20時台、福井駅前発が21時台であった。
1998年11月30日のダイヤ改正で日中の列車がすべて各駅に停車するようになり、急行60分・普通30分間隔から普通20分間隔に改善された。
2004年10月1日の改正で急行列車が新たに水落駅と準急停車駅の西武生駅（現在の北府駅）・家久駅に停車するようになり、朝に1往復のみ武生新 - 田原町間に運転されていた（田原町行きは休日運休）準急列車は急行列車に編入された。
2006年4月1日の改正で低床電車が導入され、朝7時台の武生新発田原町行き急行の増発と日中の武生新発田原町行きの福井駅前経由への変更が行われて利便性が向上した。同時にそれまで21時台だった終電が22時台に繰り下げられた。
2007年12月16日の改正で武生新発9時 - 14時20分、福井駅前発10時 - 15時20分の列車は武生新 - 福井駅前間で運転され、市役所前駅（現在の福井城址大名町駅）においてこの改正で新設された800形電車により20・40分交互間隔で運転される福井駅前 - 田原町間のシャトル便と接続するようになった（シャトル便区間では1時間に3本→2本に削減）。
2010年3月25日の改正で、急行がベル前駅にも停車、シャトル便を廃止して越前武生（この日に武生新から改称） - 田原町間の列車が福井駅前駅に立ち寄る運行形態に戻された。また、平日に限り福井駅前23時発となる田原町発越前武生行きの終電が増発された。2011年3月20日の改正で、越前武生駅の始発が繰り上がり、福井駅前駅に6時台に到着するようになった。4月1日から平日に限り22時台に越前武生発田原町行きが増発された。
2016年3月27日の改正で、えちぜん鉄道三国芦原線との相互直通運転を越前武生駅 - 三国芦原線鷲塚針原駅間で開始（三国芦原線の中角駅は全列車通過）、福井駅前停留場が福井駅西口広場に移転し福井駅停留場に改称された。日中時間帯の運行本数が普通毎時3本から、えちぜん鉄道直通の急行毎時1本、福武線完結の急行毎時1本（土曜・休日と12月29日 - 1月3日は運休）・普通毎時2本に変更され、急行が足羽山公園口駅・商工会議所前駅にも停車（これにより併用軌道区間は各停留場に停車）、福井駅 - 神明間のみ急行運転する区間急行が新設された。また神明行きの列車が廃止となった。
2018年3月24日の改正で、昼間の急行のうち福武線内完結の5往復が削減された。
2019年10月1日の改正で、区間急行が廃止となったほか、一部列車が廃止・運行区間短縮となった。
2020年3月21日の改正で、福井駅始発の急行が区間急行に変更されたほか、神明発田原町行きと福井駅 - 田原町間（軌道線内完結）の普通（休日と12月29日 - 1月3日は運休）が新設された。
2023年10月14日の改定で、昼間の急行と朝の区間急行の運行を取りやめ。これにより昼間は普通のみ毎時2本となり、えちぜん鉄道直通列車も普通に変更された。また、季節運転として臨時急行が設定される。
2024年3月16日の改正で、北陸新幹線開業に合わせて福井駅で新幹線の始発・最終列車と接続する形で早朝に上りたけふ新発福井駅行き急行、深夜に下り田原町発福井駅経由たけふ新行き普通が各1本ずつ増発された。深夜のたけふ新行きの終着時刻は日付を跨いでいる。また、日中時間帯における利便性向上を目的として急行がたけふ新 - 福井駅間で1往復増発された。この改正で増発された急行は足羽山公園口駅・商工会議所前駅を通過する。
2024年10月1日の改正で、福鉄バス福浦線の廃止に伴い、一部区間の代替として朝時間帯に神明発田原町行き（休日運休）が1本増便された。

### えちぜん鉄道との相互乗り入れ
福武線は、えちぜん鉄道三国芦原線との相互乗り入れが両社や福井市によって計画され、2013年度より工事が開始された。乗り入れの目的は福井市を核とし鯖江市・越前市・坂井市・あわら市の交通のネットワークの形成であり、利便性を高めるためである。
相互乗り入れ開始までは、田原町駅はえちぜん鉄道三国芦原線と福武線の共用駅となっているが、線路が繋がっていなかったため直通運転は不可能だった。
なおえちぜん鉄道との相互乗り入れ計画開始当初は、直通区間を福井市内で完結する形態となる、福武線の浅水駅 - 鷲塚針原駅間で福井鉄道車両のみの片乗り入れとする計画であったが、福井鉄道側の施設面やダイヤ面および旅客の利便性を向上させる目的から、当初計画を変更し、起点の越前武生駅（現・たけふ新駅）からの直通およびえちぜん鉄道側も車両を用意しての相互直通運転とした。一方で、えちぜん鉄道側は、相互直通列車の折返し駅は当初の計画通り鷲塚針原駅のまま（ただし厳密には一度西長田駅（現：西長田ゆりの里駅）までの直通に計画変更をしたものの、再度の計画変更で当初計画に戻った）としたため、えちぜん鉄道直通列車はあわら湯のまち・三国港方面には設定されていない。
2016年3月27日から、えちぜん鉄道三国芦原線との相互乗り入れが開始された。福井鉄道からはF1000形「FUKURAM」とF2000形「FULURAM Liner」がえちぜん鉄道に乗り入れる。
駅前線の延長によって所要時間が延びることから、その対策として、福井城址大名町駅を2回も通ることなく駅前線に乗り入れできるよう、大名町交差点の分岐部分から幸橋方面に短絡線を新設する、いわゆるデルタ線化も検討されている。

## 運賃
大人普通旅客運賃（小児半額・10円未満切り上げ）。2024年3月16日改定。
鉄道
たけふ新 - 赤十字前間のみの利用
| キロ程     | 運賃（円） |
| ---------- | ---------- |
| 初乗り2 km | 210        |
| 2.1 - 4    | 260        |
| 4.1 - 6    | 310        |
| 6.1 - 8    | 340        |
| 8.1 - 10   | 390        |
| 10.1 - 12  | 420        |
| 12.1 - 14  | 430        |
| 14.1 - 16  | 440        |
| 16.1 - 18  | 450        |

軌道（赤十字前発着の利用を含む）
- 均一区間（商工会議所前 - 田原町・福井駅停留場）
  - 180円

- 赤十字前 - 均一区間
  - 210円

鉄軌連絡
たけふ新 - 鉄軌分界点 - 均一区間
※赤十字前 - 均一区間は軌道運賃
| キロ程                      | 運賃（円） |
| --------------------------- | ---------- |
| 赤十字前より 鉄道線2 kmまで | 260        |
| 2.1 - 4                     | 310        |
| 4.1 - 6                     | 370        |
| 6.1 - 8                     | 400        |
| 8.1 - 10                    | 430        |
| 10.1 - 12                   | 440        |
| 12.1 - 14                   | 450        |
| 14.1 - 16                   | 480        |
| 16.1 - 18                   | 490        |
※10 km超は次の特定区間の運賃が適用される（普通旅客運賃の場合。定期旅客運賃の場合は適用されない）
特定区間
鉄軌連絡で赤十字前からの鉄道線営業キロが下記の場合
| キロ程        | 運賃（円） |
| ------------- | ---------- |
| 10.1 -13.9 km | 430        |
| 14.0 - 18     | 450        |

## 利用状況

### 輸送実績
従来は輸送量の減少が継続し、低床電車の導入やホームの嵩下げ等の施策によっても減少は続いたが、最近は鉄道事業再構築実施計画の着手・新駅開業などの施策により輸送量は増加に転じている。
福武線の輸送実績を下表に記す。表中、最高値を赤色で、最高値を記録した年度以降の最低値を青色で、最高値を記録した年度以前の最低値を緑色で表記している。
| 年度別輸送実績     | 年度別輸送実績             | 年度別輸送実績             | 年度別輸送実績             | 年度別輸送実績             | 年度別輸送実績             | 年度別輸送実績 | 年度別輸送実績 | 年度別輸送実績                                    |
| 年 度              | 輸送実績（乗車人員）：万人 | 輸送実績（乗車人員）：万人 | 輸送実績（乗車人員）：万人 | 輸送実績（乗車人員）：万人 | 輸送実績（乗車人員）：万人 | 輸送密度 人/日 | 貨物輸送量 万t | 特 記 事 項                                       |
| ------------------ | -------------------------- | -------------------------- | -------------------------- | -------------------------- | -------------------------- | -------------- | -------------- | ------------------------------------------------- |
| 年 度              | 通勤定期                   | 通学定期                   | 通勤通学 定 期 計          | 定 期 外                   | 合 計                      | 輸送密度 人/日 | 貨物輸送量 万t | 特 記 事 項                                       |
| 1964年（昭和39年） |                            |                            |                            |                            | 971                        |                |                | 旅客輸送実績最高値を記録                          |
| 1981年（昭和56年） | 101.9                      | 98.0                       | 199.9                      | 239.4                      | 439.3                      | 5,438          | 0.04           |                                                   |
| 1982年（昭和57年） | 92.2                       | 90.2                       | 182.4                      | 224.8                      | 407.2                      | 5,180          | 0.02           |                                                   |
| 1983年（昭和58年） | 85.4                       | 95.0                       | 180.4                      | 219.1                      | 399.5                      | 5,099          | 0.03           |                                                   |
| 1984年（昭和59年） | 78.0                       | 91.9                       | 169.9                      | 202.8                      | 372.7                      | 4,756          | ――             |                                                   |
| 1985年（昭和60年） | 73.1                       | 96.6                       | 169.7                      | 204.7                      | 374.4                      | 4,740          | ――             |                                                   |
| 1986年（昭和61年） | 70.6                       | 93.7                       | 164.3                      | 187.4                      | 351.7                      | 4,671          | ――             |                                                   |
| 1987年（昭和62年） | 67.1                       | 91.9                       | 159.0                      | 174.0                      | 333.0                      | 4,301          | ――             |                                                   |
| 1988年（昭和63年） | 61.2                       | 92.3                       | 153.5                      | 157.9                      | 311.4                      | 4,013          | ――             |                                                   |
| 1989年（平成元年） | 54.1                       | 86.1                       | 140.2                      | 152.0                      | 292.2                      | 3,736          | ――             | 花堂南駅開業                                      |
| 1990年（平成2年）  | 50.4                       | 87.0                       | 137.4                      | 155.1                      | 292.5                      | 3,701          | ――             |                                                   |
| 1991年（平成3年）  | 46.6                       | 80.8                       | 127.4                      | 147.1                      | 274.5                      | 3,508          | ――             |                                                   |
| 1992年（平成4年）  | 43.2                       | 78.3                       | 121.5                      | 140.0                      | 261.5                      | 3,301          | ――             |                                                   |
| 1993年（平成5年）  | 39.4                       | 77.4                       | 116.8                      | 143.7                      | 260.5                      | 3,264          | ――             |                                                   |
| 1994年（平成6年）  | 36.7                       | 70.6                       | 107.3                      | 140.4                      | 247.7                      | 3,099          | ――             |                                                   |
| 1995年（平成7年）  | 33.6                       | 68.5                       | 102.1                      | 138.1                      | 240.2                      | 2,975          | ――             |                                                   |
| 1996年（平成8年）  | 31.3                       | 60.9                       | 92.2                       | 128.2                      | 220.4                      | 2,736          | ――             |                                                   |
| 1997年（平成9年）  | 28.9                       | 55.4                       | 84.3                       | 119.9                      | 204.2                      | 2,573          | ――             | ハーモニーホール駅開業                            |
| 1998年（平成10年） | 27.7                       | 52.8                       | 80.5                       | 114.7                      | 195.2                      | 2,475          | ――             | 昼間の急行列車を廃止                              |
| 1999年（平成11年） | 26.7                       | 53.5                       | 80.2                       | 111.5                      | 191.7                      | 2,437          | ――             |                                                   |
| 2000年（平成12年） | 24.4                       | 51.8                       | 76.2                       | 107.2                      | 183.4                      | 2,329          | ――             |                                                   |
| 2001年（平成13年） | 22.1                       | 51.5                       | 73.6                       | 101.0                      | 174.6                      | 2,205          | ――             |                                                   |
| 2002年（平成14年） | 18.6                       | 51.3                       | 69.9                       | 98.0                       | 167.9                      | 2,157          | ――             |                                                   |
| 2003年（平成15年） | 16.4                       | 50.2                       | 66.6                       | 95.8                       | 162.4                      | 2,115          | ――             |                                                   |
| 2004年（平成16年） | 17.4                       | 51.9                       | 69.3                       | 92.8                       | 162.1                      | 2,142          | ――             |                                                   |
| 2005年（平成17年） | 16.3                       | 50.8                       | 67.1                       | 96.1                       | 163.2                      | 2,234          | ――             |                                                   |
| 2006年（平成18年） | 17.9                       | 50.6                       | 68.5                       | 94.0                       | 162.5                      | 2,227          | ――             | 低床電車を導入                                    |
| 2007年（平成19年） | 18.7                       | 49.3                       | 68.0                       | 93.2                       | 161.2                      | 2,161          | ――             |                                                   |
| 2008年（平成20年） | 21.1                       | 49.4                       | 70.5                       | 90.1                       | 160.6                      | 2,134          | ――             | 「鉄道事業再構築実施計画」が認定される            |
| 2009年（平成21年） | 21.7                       | 50.6                       | 72.2                       | 91.7                       | 164.0                      | 2,166          | ――             | 「鉄道事業再構築実施計画」着手 スポーツ公園駅開業 |
| 2010年（平成22年） | 24.3                       | 52.3                       | 76.6                       | 96.5                       | 173.1                      | 2,289          | ――             | 泰澄の里駅、清明駅開業                            |
| 2011年（平成23年） | 25                         | 56                         | 80.8                       | 95.1                       | 175.9                      |                | ――             |                                                   |
| 2012年（平成24年） | 25.5                       | 58.4                       | 83.9                       | 93.9                       | 177.8                      | 2,331          | ――             |                                                   |
| 2013年（平成25年） | 28.5                       | 64.2                       | 92.7                       | 97.4                       | 190.1                      | 2,389          | ――             |                                                   |
| 2014年（平成26年） | 29.8                       | 66.4                       | 96.2                       | 97.2                       | 193.4                      | 2,423          | ――             |                                                   |
| 2015年（平成27年） | 31.6                       | 70.3                       | 101.9                      | 96.5                       | 198.4                      | 2,490          | ――             |                                                   |
| 2016年（平成28年） | 34.1                       | 69.3                       | 103.4                      | 99.2                       | 202.6                      | 2,468          | ――             |                                                   |
| 2017年（平成29年） | 36.8                       | 69.7                       | 106.5                      | 93.6                       | 200.1                      | 2,406          | ――             |                                                   |
| 2018年（平成30年） | 38.2                       | 72.4                       | 110.6                      | 93.8                       | 204.4                      | 2,425          | ――             |                                                   |
| 2019年（令和元年） | 39.1                       | 71.2                       | 110.3                      | 88.5                       | 198.8                      | 2,333          | ――             |                                                   |
| 2020年（令和2年）  | 40.5                       | 57.9                       | 98.4                       | 60.6                       | 159.0                      | 1,887          | ――             |                                                   |
| 2021年（令和3年）  | 43.3                       | 68.6                       | 111.9                      | 63.7                       | 175.6                      |                | ――             |                                                   |
| 2022年（令和4年）  |                            |                            | 112.8                      | 74.5                       | 187.3                      |                | ――             |                                                   |

- 出典：鉄道統計年報[66][67]、福井鉄道交通圏地域公共交通網形成計画[68]、福井県統計年鑑（福井県統計書）[69]

### 営業成績
営業収益は年々減少していたが、最近の輸送量増加に伴い収入も増加に転じている。
福武線の営業成績を下表に記す。表中、最高値を赤色で、最高値を記録した年度以降の最低値を青色で、最高値を記録した年度以前の最低値を緑色で表記している。
| 年度別営業成績     | 年度別営業成績     | 年度別営業成績     | 年度別営業成績     | 年度別営業成績     | 年度別営業成績     | 年度別営業成績     | 年度別営業成績     | 年度別営業成績 | 年度別営業成績 | 年度別営業成績 | 年度別営業成績 | 年度別営業成績 |
| 年 度              | 旅客運賃収入：千円 | 旅客運賃収入：千円 | 旅客運賃収入：千円 | 旅客運賃収入：千円 | 旅客運賃収入：千円 | 旅客運賃収入：千円 | 貨物運輸 収入 千円 | 運輸雑収 千円  | 営業収益 千円  | 営業経費 千円  | 営業損益 千円  | 営業 係数      |
| ------------------ | ------------------ | ------------------ | ------------------ | ------------------ | ------------------ | ------------------ | ------------------ | -------------- | -------------- | -------------- | -------------- | -------------- |
| 年 度              | 通勤定期           | 通学定期           | 通勤通学 定 期 計  | 定 期 外           | 手小荷物           | 合 計              | 貨物運輸 収入 千円 | 運輸雑収 千円  | 営業収益 千円  | 営業経費 千円  | 営業損益 千円  | 営業 係数      |
| 1981年（昭和56年） |                    |                    | 215,362            | 436,712            | 2,551              | 654,625            | 202                | 20,450         | 675,277        | 759,919        | △84,642        | 112.5          |
| 1982年（昭和57年） |                    |                    | 215,820            | 443,240            | 2,487              | 661,547            | 152                | 19,240         | 680,939        | 756,624        | △75,685        | 111.1          |
| 1983年（昭和58年） |                    |                    | 215,191            | 438,503            | 2,212              | 655,906            | 192                | 19,896         | 675,994        | 737,724        | △61,730        | 109.1          |
| 1984年（昭和59年） |                    |                    | 216,182            | 435,183            | 2,105              | 653,470            | ――                 | 21,514         | 674,984        | 689,902        | △14,918        | 102.2          |
| 1985年（昭和60年） |                    |                    | 218,083            | 447,361            | 1,774              | 667,218            | ――                 | 19,249         | 686,467        | 690,017        | △3,550         | 100.5          |
| 1986年（昭和61年） |                    |                    | 221,092            | 429,384            | 1,625              | 652,101            | ――                 | 22,812         | 674,913        | 698,973        | △24,060        | 103.6          |
| 1987年（昭和62年） | 106,552            | 111,209            | 217,761            | 405,263            | 1,403              | 624,427            | ――                 | 31,377         | 655,804        | 679,568        | △23,764        | 103.6          |
| 1988年（昭和63年） | 102,523            | 118,514            | 221,037            | 382,815            | 1,306              | 605,158            | ――                 | 27,904         | 633,062        | 671,950        | △38,888        | 106.1          |
| 1989年（平成元年） | 89,417             | 111,479            | 200,896            | 365,831            | 1,285              | 568,012            | ――                 | 23,827         | 591,839        | 646,595        | △54,756        | 109.3          |
| 1990年（平成2年）  | 83,738             | 113,616            | 197,354            | 375,288            | 1,404              | 574,046            | ――                 | 25,187         | 599,233        | 618,557        | △19,324        | 103.2          |
| 1991年（平成3年）  | 81,605             | 112,685            | 194,290            | 376,763            | 1,469              | 572,522            | ――                 | 26,852         | 599,374        | 632,817        | △33,443        | 105.6          |
| 1992年（平成4年）  | 75,528             | 107,934            | 183,462            | 354,225            | 1,069              | 538,756            | ――                 | 26,746         | 565,502        | 620,392        | △54,890        | 109.7          |
| 1993年（平成5年）  | 68,318             | 107,315            | 175,633            | 363,849            | 987                | 540,469            | ――                 | 25,357         | 565,826        | 610,510        | △44,684        | 107.9          |
| 1994年（平成6年）  | 63,867             | 97,547             | 161,414            | 355,793            | 909                | 518,116            | ――                 | 27,063         | 545,179        | 602,999        | △57,820        | 110.6          |
| 1995年（平成7年）  | 59,684             | 96,180             | 155,864            | 357,989            | 869                | 514,722            | ――                 | 28,927         | 543,649        | 606,340        | △62,691        | 111.5          |
| 1996年（平成8年）  | 58,393             | 91,114             | 149,507            | 346,214            | 792                | 496,513            | ――                 | 29,469         | 525,982        | 587,936        | △61,954        | 111.8          |
| 1997年（平成9年）  | 54,130             | 83,421             | 137,551            | 323,533            | 644                | 461,728            | ――                 | 30,280         | 492,008        | 522,974        | △30,966        | 106.3          |
| 1998年（平成10年） | 52,255             | 80,019             | 132,274            | 310,895            | 537                | 443,706            | ――                 | 35,065         | 478,771        | 520,574        | △41,803        | 108.7          |
| 1999年（平成11年） | 50,700             | 81,514             | 132,214            | 298,196            | 507                | 430,917            | ――                 | 31,468         | 462,385        | 509,641        | △47,256        | 110.2          |
| 2000年（平成12年） | 45,705             | 78,909             | 124,614            | 285,886            | 558                | 411,058            | ――                 | 31,558         | 442,616        | 483,079        | △40,463        | 109.1          |
| 2001年（平成13年） | 41,665             | 78,149             | 119,814            | 267,909            | 475                | 388,198            | ――                 | 29,491         | 417,689        | 464,451        | △46,762        | 111.2          |
| 2002年（平成14年） | 34,990             | 77,886             | 112,876            | 258,581            | 462                | 371,919            | ――                 | 29,077         | 400,996        | 460,083        | △59,087        | 114.7          |
| 2003年（平成15年） | 30,115             | 76,919             | 107,034            | 251,022            | 549                | 358,605            | ――                 | 28,101         | 386,706        | 420,729        | △34,023        | 108.8          |
| 2004年（平成16年） | 31,169             | 79,153             | 110,322            | 242,624            | 433                | 353,379            | ――                 | 26,485         | 379,864        | 476,336        | △96,472        | 125.4          |
| 2005年（平成17年） | 29,031             | 76,728             | 105,759            | 247,639            | 297                | 353,695            | ――                 | 27,032         | 380,727        | 460,182        | △79,455        | 120.9          |
| 2006年（平成18年） | 31,864             | 75,902             | 107,766            | 238,016            | 278                | 346,060            | ――                 | 30,173         | 376,233        | 415,760        | △39,527        | 110.5          |
| 2007年（平成19年） | 32,956             | 72,217             | 105,173            | 231,391            | 256                | 336,860            | ――                 | 28,529         | 365,388        | 393,464        | △28,075        | 107.7          |
| 2008年（平成20年） | 36,787             | 69,101             | 105,888            | 217,958            | 163                | 324,009            | ――                 | 26,897         | 350,906        | 485,788        | △134,882       | 138.4          |
| 2009年（平成21年） | 37,479             | 69,759             | 107,238            | 212,425            | 102                | 319,765            | ――                 | 29,132         | 348,897        | 555,758        | △206,861       | 159.3          |
| 2010年（平成22年） |                    |                    | 113,140            | 223,161            | 26                 | 336,327            | ――                 | 25,172         | 361,499        |                |                |                |

- 出典：鉄道統計年報[66]

### 福武電気鉄道時代の輸送収支実績
| 鉄道線 | 鉄道線          | 鉄道線          | 鉄道線          | 鉄道線        | 鉄道線          | 鉄道線             | 鉄道線                          | 鉄道線          | 鉄道線            |
| 年度   | 輸送人員 （人） | 貨物量 （トン） | 営業収入 （円） | 営業費 （円） | 営業益金 （円） | その他益金 （円）  | その他損金 （円）               | 支払利子 （円） | 政府補助金 （円） |
| ------ | --------------- | --------------- | --------------- | ------------- | --------------- | ------------------ | ------------------------------- | --------------- | ----------------- |
| 1924   | 620,202         | 799             | 51,073          | 63,637        | ▲ 12,564        | 1,152              | 償却金7,306                     |                 |                   |
| 1925   | 862,037         | 6,078           | 103,196         | 89,381        | 13,815          |                    |                                 | 15,509          |                   |
| 1926   | 1,274,588       | 11,812          | 186,685         | 114,583       | 72,102          |                    | 雑損2,989自動車871              | 50,714          |                   |
| 1927   | 1,382,672       | 17,820          | 186,921         | 114,537       | 72,384          |                    | 雑損24,449自動車業5,044         | 49,773          | 57,759            |
| 1928   | 1,484,258       | 27,565          | 210,181         | 128,450       | 81,731          |                    | 雑損77自動車業3,964             | 49,039          |                   |
| 1929   | 1,500,034       | 34,016          | 218,704         | 124,090       | 94,614          |                    | 自動車業6,371償却金雑損1,806    | 40,643          |                   |
| 1930   | 1,515,853       | 26,197          | 212,200         | 125,685       | 86,515          |                    | 自動車業3,961雑損698            | 41,248          |                   |
| 1931   | 1,410,241       | 23,587          | 199,280         | 116,936       | 82,344          |                    | 雑損104償却金1,874自動車業5,319 | 41,613          |                   |
| 1932   | 1,422,022       | 29,393          | 208,254         | 123,684       | 84,570          |                    | 雑損及償却金23,505自動車業880   | 39,860          |                   |
| 1933   | 1,570,790       | 40,350          | 235,609         | 149,499       | 86,110          |                    | 自動車4,995雑損償却金6,645      | 42,691          |                   |
| 1934   | 1,730,477       | 40,554          | 246,809         | 116,334       | 130,475         |                    | 雑損2,708軌道13,789             | 54,854          |                   |
| 1935   | 1,911,413       | 44,021          | 268,997         | 145,027       | 123,970         | 軌道業その他1,662  | 雑損償却金12,952                | 55,672          |                   |
| 1936   | 2,000,839       | 47,549          | 268,639         | 155,316       | 113,323         |                    | 軌道その他4,046雑損644          | 55,991          |                   |
| 1937   | 2,514,973       | 55,240          | 347,283         | 177,648       | 169,635         | 軌道自動車業11,163 | 雑損償却金72,547                | 51,577          |                   |

| 軌道線 | 軌道線          | 軌道線          | 軌道線          | 軌道線        | 軌道線          | 軌道線                | 軌道線                | 軌道線         |
| 年度   | 輸送人員 （人） | 貨物量 （トン） | 営業収入 （円） | 営業費 （円） | 営業益金 （円） | その他益金 （円）     | その他損金 （円）     | 支払利子（円） |
| ------ | --------------- | --------------- | --------------- | ------------- | --------------- | --------------------- | --------------------- | -------------- |
| 1933   | 111,648         |                 | 2,153           | 1,682         | 471             | 地方鉄道自動車8,225   | 雑損2,609             | 4,435          |
| 1934   | 898,670         |                 | 25,602          | 19,965        | 5,637           | 地方鉄道自動車65,990  | 雑損2,708             | 9,795          |
| 1935   | 1,064,778       |                 | 31,975          | 14,088        | 17,887          | 地方鉄道自動車62,013  | 雑損12,951            | 9,941          |
| 1936   | 1,129,237       |                 | 31,874          | 19,611        | 12,263          | 地方鉄道自動車51,022  | 雑損644               | 9,999          |
| 1937   | 1,437,061       |                 | 42,996          | 16,828        | 26,168          | 地方鉄道自動車101,355 | 雑損1,162償却金60,477 | 9,210          |

- 出典：鉄道省鉄道統計資料、鉄道統計資料、鉄道統計各年度版

## 駅一覧
全駅福井県内に所在。
急行停車駅
●：停車、▲：停車（一部通過）、｜：通過
普通列車は省略：各駅に停車
窓口
○：キャッシュレス決済導入済みの駅、△：キャッシュレス決済非対応の駅、集：集札のみ現金で行う駅、×：無人駅
自動券売機
○：あり、×：なし
線路
||：複線区間、◇：単線区間（列車交換可能）、｜：単線区間（列車交換不可）、∧：これより下は複線、∨：これより下は単線、△：単線区間の終点
- 駅ナンバリングは2017年3月25日より実施[39]。

### たけふ新 - 田原町間
| 駅番号 | 駅名                         | 駅間 キロ | 営業 キロ | 区間急行 | 急行 | 臨時急行 | 窓口 | 券売機 | 接続路線・備考                                           | 線路 | 所在地 |
| ------ | ---------------------------- | --------- | --------- | -------- | ---- | -------- | ---- | ------ | -------------------------------------------------------- | ---- | ------ |
| F0     | たけふ新駅                   | -         | 0.0       | ●        | ●    | ●        | ○    | ○      | ハピラインふくい：ハピラインふくい線（武生駅）           | ◇    | 越前市 |
| F1     | 北府駅                       | 0.6       | 0.6       | ●        | ●    | ｜       | ×    | ○      |                                                          | ◇    | 越前市 |
| F2     | スポーツ公園駅               | 1.1       | 1.7       | ●        | ｜   | ｜       | ×    | ×      |                                                          | ｜   | 越前市 |
| F3     | 家久駅                       | 0.7       | 2.4       | ●        | ●    | ｜       | ×    | ×      |                                                          | ◇    | 越前市 |
| F4     | サンドーム西駅               | 1.7       | 4.1       | ●        | ｜   | ｜       | ×    | ×      |                                                          | ｜   | 鯖江市 |
| F5     | 西鯖江駅                     | 1.2       | 5.3       | ●        | ●    | ｜       | 集   | ○      |                                                          | ◇    | 鯖江市 |
| F6     | 西山公園駅                   | 0.7       | 6.0       | ●        | ｜   | ｜       | ×    | ×      |                                                          | ｜   | 鯖江市 |
| F7     | 水落駅                       | 1.3       | 7.3       | ●        | ●    | ｜       | ×    | ×      |                                                          | ◇    | 鯖江市 |
| F8     | 神明駅                       | 1.2       | 8.5       | ●        | ●    | ●        | ○    | ○      |                                                          | ◇    | 鯖江市 |
| F9     | 鳥羽中駅                     | 1.2       | 9.7       | ｜       | ｜   | ｜       | ×    | ×      |                                                          | ｜   | 鯖江市 |
| F10    | 三十八社駅                   | 1.2       | 10.9      | ｜       | ｜   | ｜       | ×    | ×      |                                                          | ◇    | 福井市 |
| F11    | 泰澄の里駅                   | 1.2       | 12.1      | ｜       | ｜   | ｜       | ×    | ×      |                                                          | ｜   | 福井市 |
| F12    | 浅水駅                       | 0.9       | 13.0      | ●        | ●    | ｜       | △    | ○      |                                                          | ◇    | 福井市 |
| F13    | ハーモニーホール駅           | 0.8       | 13.8      | ｜       | ｜   | ｜       | ×    | ×      |                                                          | ｜   | 福井市 |
| F14    | 清明駅                       | 1.1       | 14.9      | ｜       | ｜   | ｜       | ×    | ×      |                                                          | ｜   | 福井市 |
| F15    | 江端駅                       | 0.6       | 15.5      | ｜       | ｜   | ｜       | ×    | ×      |                                                          | ◇    | 福井市 |
| F16    | ベル前駅                     | 0.6       | 16.1      | ●        | ●    | ｜       | △    | ×      |                                                          | ｜   | 福井市 |
| F17    | 花堂駅                       | 0.8       | 16.9      | ｜       | ｜   | ｜       | ×    | ×      |                                                          | ∧    | 福井市 |
| F18    | 赤十字前駅                   | 0.9       | 17.8      | ●        | ●    | ｜       | 集   | ○      |                                                          | \|\| | 福井市 |
|        | 鉄軌分界点                   | 0.3       | 18.1      | ｜       | ｜   | ｜       |      |        |                                                          | \|\| | 福井市 |
| F19    | 商工会議所前駅（木田四ツ辻） | 0.3       | 18.4      | ●        | ▲    | ｜       | ×    | ×      |                                                          | \|\| | 福井市 |
| F20    | 足羽山公園口駅（毛矢町）     | 0.5       | 18.9      | ●        | ▲    | ｜       | ×    | ×      |                                                          | \|\| | 福井市 |
| F21    | 福井城址大名町駅             | 0.7       | 19.6      | ●        | ●    | ●        | ×    | ×      | 福井鉄道：福武線（福井駅停留場方面）                     | \|\| | 福井市 |
| F23    | 仁愛女子高校駅               | 0.6       | 20.2      | ●        | ●    |          | ×    | ×      |                                                          | \|\| | 福井市 |
| F24    | 田原町駅                     | 0.7       | 20.9      | ●        | ●    |          | ○    | ○      | えちぜん鉄道：三国芦原線 (E26)（鷲塚針原駅まで乗り入れ） | ∨    | 福井市 |

### 福井城址大名町 - 福井駅間（通称：ヒゲ線）
- この区間は全駅福井市内に所在。
- 営業キロはたけふ新駅からのもの。

| 駅番号 | 駅名             | 駅間 キロ | 営業 キロ | 区間急行 | 急行 | 臨時急行 | 窓口 | 券売機 | 接続路線・備考 | 線路 |
| ------ | ---------------- | --------- | --------- | -------- | ---- | -------- | ---- | ------ | --- | ---- |
| F21    | 福井城址大名町駅 | -         | 19.6      | ●        | ●    | ●        | ×    | ×      | 福井鉄道：福武線（たけふ新・田原町方面）                                                                                    | ∨    |
| F22    | 福井駅停留場     | 0.6       | 20.2      | ●        | ●    | ●        | ×    | ○      | 西日本旅客鉄道：北陸新幹線（福井駅） ハピラインふくい：ハピラインふくい線（福井駅） えちぜん鉄道：勝山永平寺線（福井駅:E1） | △    |

### 廃駅
- 西鳥羽駅（鳥羽中 - 三十八社間） - 1935年10月1日廃止。
- 藤島神社前駅（商工会議所 - 足羽山公園口間） - 1962年4月1日廃止。
- 本町通り駅（足羽山公園口 - 福井城址大名町間） - 2002年7月15日廃止。
- 松本通駅（仁愛女子高校 - 田原町間） - 1964年12月11日廃止。

### 過去の接続路線
- 水落駅：福井鉄道鯖浦線 - 1973年廃止
- 武生新駅：福井鉄道南越線（福武口駅）- 1981年廃止

## 福武線でロケハン・ロケ撮影された映像作品
以下の作品が福武線でロケハンまたは、ロケ撮影された。
- 福井青春物語 - 2005年公開の映画。ロケが田原町駅にて行われ、200形電車が登場する。
- ソフトバンクモバイル（現在のソフトバンク） - 2010年公開のテレビコマーシャルのロケが北府駅（撮影当時は西武生駅）にて行われ、200形電車が登場する。
- メガネブ! - 2013年秋クールに放送されたアニメ。鯖江市内にある福武線の駅が登場している。